# Ferdinand Schirren
Ferdinand Schirren (Anversa, 1872 – Bruxelles, 1944) è stato un pittore e scultore belga appartenente alla corrente del fauvismo.

## Biografia
Nato in una famiglia ebraica di Riga (Lettonia), studia dapprima scultura all'Accademia di Bruxelles, sotto la guida di Jef Lambeaux. Inizia ad interessarsi alla pittura dedicandosi all'acquerello, mentre diversi giovani artisti belgi suoi contemporanei rivelano la loro sensibilità per le esperienze dei Fauves. Quindi semplifica le forme per restituirle in ampie distese di colore. Negli anni dieci, le sue tele fanno di lui uno dei maggiori rappresentanti del movimento che sarà chiamato fauvismo brabantino, accanto a Rik Wouters.
È padre del compositore, musicista e pedagogista belga Fernand Schirren.

## Nelle collezioni museali
L'opera del pittore è presente nei seguenti musei:
- Anversa : Musée royal des beaux-arts
- Bruxelles: Musées royaux des beaux-arts
- Musée d'Ixelles

La femme au piano ("La donna al pianoforte", 1917), conservato a Bruxelles, è considerato il suo capolavoro.

## Esposizioni
I Musées royaux des beaux-arts de Belgique di Bruxelles hanno dedicato a quest'artista un'esposizione da novembre 2011 a marzo 2012.